# Alaksiej Suczkou
Alaksiej Suczkou (biał. Аляксей Сучкоў, ros. Алексей Сучков, Aleksiej Suczkow; ur. 10 czerwca 1981 w Lidzie) – białoruski piłkarz, grający na pozycji pomocnika.

## Kariera piłkarska

### Kariera klubowa
W wieku 15 lat rozpoczął karierę piłkarską w Nieman Grodno. W 2002 przeszedł do Szynnik Jarosław. 9 marca 2003 zadebiutował w ukraińskim klubie Karpaty Lwów. W 2004 został wypożyczony do rosyjskiego Szynnika Jarosław. W styczniu 2008 został sprzedany do FK Charków. Potem został wypożyczony do Szachciora Soligorsk. Po wygaśnięciu kontraktu z FK Charków powrócił do Niemana. Na początku 2010 przeszedł do Szachtiora Karaganda.